# Ubacisi capensis
Ubacisi capensis är en spindelart som först beskrevs av Griswold 1987.  Ubacisi capensis ingår i släktet Ubacisi och familjen Cyatholipidae. Inga underarter finns listade i Catalogue of Life.